# 주머니쥐
주머니쥐는 서반구에 사는 주머니쥐목(Didelphimorphia) 유대류의 총칭이다. 이 동물들은 영어권에서, 통상적으로 "포섬"(possums)이라고 불리지만, 이 용어는 쿠스쿠스아목(Phalangeriformes)의 오스트레일리아 동물군을 가리키는 데에도 쓰인다. 버지니아주머니쥐는 원래 "오퍼섬"(opossum)이라 불리는 동물이다. 이 단어는 알곤킨족어 wapathemwa에서 유래하였다. 오퍼섬은 신생대 마이오세 초기에 남아메리카 유대류로부터 갈라진 것으로 보인다. 자매군은 새도둑주머니쥐목(Paucituberculata)이다. 천적은 퓨마, 재규어, 오셀롯이다.

## 하위 분류
- 양털주머니쥐아과 (Caluromyinae)
  - 붓꼬리주머니쥐속 또는 글리로니아속 (Glironia)
  - 양털주머니쥐속 (Caluromys)
  - 검은어깨주머니쥐속 (Caluromysiops)
- 주머니쥐아과 (Didelphinae)
  - 칼리노프스키생쥐주머니쥐속 (Hyladelphys)
  - 차코피그미주머니쥐속 (Chacodelphys)
  - 물주머니쥐속 (Chironectes)
  - 크립토나누스속 또는 가냘픈주머니쥐속 (Cryptonanus)
  - 주머니쥐속 (Didelphis)
  - 그라킬리나누스속 (Gracilinanus)
  - 파타고니아주머니쥐속 (Lestodelphys)
  - 족제비주머니쥐속 (Lutreolina)
  - 쇠주머니쥐속 또는 마르모사속 (Marmosa)
  - 가는주머니쥐속 또는 홀쭉이주머니쥐속 (Marmosops)
  - 갈색네눈주머니쥐속 (Metachirus)
  - 짧은꼬리주머니쥐속 또는 모노델피스속 (Monodelphis)
  - 네눈주머니쥐속 (Philander)
  - 살찐꼬리쇠주머니쥐속 (Thylamys)
  - 회색쇠주머니쥐속 (Tlacuatzin)

== 계통 분

## 같이 보기
- 포유류 목록